# Donna Summer (album)
A Donna Summer az azonos nevű amerikai énekesnő 1982-ben megjelent albumának a címe. Producer: Quincy Jones. Ez Donna Summer első olyan LP-je, melyet nem Giorgio Moroderrel és Pete Bellotte-tal, korábbi állandó munkatársaival készített. A felvételek a Los Angeles-i Westlake Audio stúdióban készültek. Kiegészítő felvételekre került sor az ugyancsak Los Angeles-i Allen Zentz Studiosban.

## Háttér-információk
Donna Summer az 1970-es évek második felének egyik legnépszerűbb énekesnője volt. A Casablanca Records gondozásában készült lemezei világszerte nagy sikert arattak. Az énekesnő azonban egyre nehezebben viselte a szerződésével együttjáró kötöttségeket, és egyre nagyobb lett a szakadék valós énje és a fellépésein, illetve lemezein képviselt „a szerelem First Ladyje” imázs között. Végül szerződést bontott a Casablancával, és egy új lemezcég, a Geffen Records első sztárja lett. A náluk megjelent The Wanderer (1980) című albuma szakítást jelentett a diszkózenével, melynek csillaga akkoriban már leáldozóban volt. Noha az LP szakmai fogadtatása kedvező volt, mégsem lett annyira sikeres, mint az énekesnő korábbi nagylemezei. 1981-ben Donna Moroder és Bellotte társaságában egy dupla nagylemez anyagát vette fel: korábban a dupla albumok – például Once Upon a Time, Live and More, Bad Girls, On The Radio: Greatest Hits Volumes 1 & 2 – kiugró sikert hoztak számára. Az I’m A Rainbow címmel elkészült új dupla albumot azonban a Geffen Records végül nem jelentette meg. (15 évvel később a PolyGram dobta piacra.) A lemezcég illetékesei azt javasolták Donnának, hogy alakítson ki egy egészen új zenei világot olyan muzsikusok közreműködésével, akikkel addig még nem dolgozott. A tekintélyes Quincy Jones el is vállalta, hogy Donna új lemezének a producere legyen.
A Donna Summer című nagylemez a soul, az R&B és a gospel hatását tükrözi. Kiváló zeneszerzők és muzsikusok egész sora működött közre a nagylemezen: sem korábban, sem később nem dolgozott ennyi ismert művész egy Donna Summer-albumon. Quincy Jones szerzőként két dalban működött közre: az egyik az LP nagy slágere, a Love Is in Control (Finger on the Trigger), a másik a hasonló hangvételű Livin’ in America. Jon Anderson és Vangelis közös szerzeménye, a State of Independence volt az album másik sikerszáma, melynek kórusát világsztárok alkották. A rockot Bruce Springsteen szerzeménye, a Protection képviselte, melynek előadásáért az énekesnőt Grammy-díjra jelölték mint legjobb rockénekesnő. Egy másik kategóriában (legjobb R&B énekesnő) egyébként ugyancsak esélyes volt a Grammyre, a már említett Love Is in Control (Finger on the Trigger) kapcsán. Az album befejező száma, Billy Strayhorn örökzöldje, a Lush Life méltó lezárása Donna Summer egyik legjobb nagylemezének.
Maga az énekesnő is azt nyilatkozta, hogy ez az album különösen nagy kihívást jelentett számára. Quincy Jones kőkemény producernek bizonyult, aki csakis a maximumot tartotta elfogadhatónak, ezt azonban meg is kapta az énekesnőtől. Donna számára a munka azért is nehéz volt, mert akkoriban második gyermekét hordta a szíve alatt, így teherbírása nem mindig felelt meg Jones igényeinek. A kemény munka mindenesetre meghozta gyümölcsét: a nagylemez kitűnő kritikákat kapott, és immár vitathatatlanná vált, hogy Donna Summer nagyszerű előadóművész, nem csupán erotikus diszkókirálynő, aki a műfajjal együtt merül feledésbe.

## A dalok

### „A” oldal
1. Love Is in Control (Finger on the Trigger) (Quincy Jones – Merria Ross – Rod Temperton) – 4:18
2. Mystery of Love (John Lang – Bill Meyers – Richard Page) – 4:25
3. The Woman in Me (John Bettis – Michael Clark) – 3:55
4. State of Independence (Jon Anderson – Vangelis) – 5:50

### „B” oldal
1. Livin' in America (David Foster – Quincy Jones – Steve Lukather – Donna Summer –  Rod Temperton) – 4:41
2. Protection (Bruce Springsteen) – 3:35
3. (If It) Hurts Just a Little (David Batteau – Dan Sembello – Michael Sembello) – 3:52
4. Love Is Just a Breath Away (David Foster – Donna Summer – Rod Temperton) – 3:55
5. Lush Life (Billy Strayhorn) – 6:26

## Közreműködők
- Hangmérnök: Quincy Jones (A/1, A/2, A/4, B/3, B/5), Rod Temperton (A/1, A/4, B/3), James Ingram (A/1), Jerry Hey (A/1), Greg Phillinganes (A/2), David Paich (A/2), Bill Meyers (A/2), Michael Omartian (A/2), Greg Mathieson (A/4), David Foster (B/4), Johnny Mandel (B/5)
- Dob: Ndugu Chancler (A/1, A/2, A/4, B/3, B/5), Steve Porcaro (A/3, B/1), Joe Porcaro (B/1), Jeff Porcaro (B/2), Michael Boddicker (A/4), John Robinson (B/1), Larry Bunker (B/1), Harvey Mason (B/1)
- Basszusgitár: Louis Johnson (A/2, A/4, B/2)
- Gitár: Michael Sembello (A/1, A/2, B/1, B/3), Steve Lukather (A/3, B/1, B/2, B/4), Bruce Springsteen (B/2)
- Kürt: Bill Reichenbach (A/1, A/2, B/1, B/3), Gary Grant (A/1, A/2, B/1, B/3), Jerry Hey (A/1, A/2, B/1, B/3), Ernie Watts (A/1, A/2, B/1, B/3)
- Ütős hangszerek: Paulinho da Costa (A/1, A/2, A/4, B/3), Rini Kramer (B/1)
- Szaxofon: Ernie Watts (A/1, A/4, B/2, B/5)
- Zongora: Roy Bittan (B/2)
- Elektromos zongora: Dave Grusin (B/5)
- Szintetizátor: Michael Boddicker (A/1, A/2, A/4, B/1, B/3, B/5), Greg Phillinganes (A/1, A/4, B/1, B/2, B/3, B/5), Don Dorsey (A/2, A/4, B/5), Steve Porcaro (A/2, A/4, B/2, B/3, B/4), David Paich (A/4, B/2, B/3, B/4), David Foster (B/4)
- Billentyűs hangszerek: Greg Phillinganes (A/1), David Paich (A/3), Don Dorsey (A/4)
- Háttérvokál: Howard Hewitt (A/1, B/1), Phillip Ingram (A/1, B/1), James Ingram (A/1, A/2, A/3, A/4, B/1, B/3), Bill Champlin (A/2, A/3, A/), Steve George (A/2, A/3, A/4), Richard Page (A/2, A/3, A/4), Dennis Cosby (B/1), Guy Spells (B/1), Cruz Sembello (B/3), Liza Miller (B/3)
- All Star kórus (A/4): Brenda Russell, Christopher Cross, Dara Bernard, Dionne Warwick, Donna Summer, Dyan Cannon, James Ingram, Kenny Loggins, Lionel Richie, Michael Jackson, Michael McDonald, Peggy Lipton Jones, Quincy Jones, Stevie Wonder
- Kórus (B/1): Bernard Walton, Cynthia Spears, Dara Bernard, Debra Green, Deirdre Dantzler Ribeiro, Deirdre Spears, Dina Rich, Faith D. Wong, Heather Mason, Kidada Jones, Lynn T. Walton, Michael Davis, Patrick Crotty Jr., Rashida Jones, Shanté Lewis, Tonya DeWalt
- Kórusvezető (B/1): H. D. Barnum, Bille Barnum

## Különböző kiadások

### LP
- 1982 Geffen Records (GHS 2005, Egyesült Államok)
- 1982 Warner Bros. Records (299 163, Egyesült Államok)
- 1982 Warner Bros. Records (K99163P, Egyesült Államok)
- 1982 WEA International Inc. (WEA K 99 163, Egyesült Államok)
- 1982 WEA International Inc. (WEA 99 163, Európa)
- 1982 WEA Discos Ltda. (26.069, Brazília)
- 1982 Warner Bros. Records (LWIS 6136, Mexikó)
- 1982 Geffen Records (XGHS 2005, Kanada)

### CD
- 1994 Polygram (314 522 943-2, Egyesült Államok)

## Kimásolt kislemezek

### 7"
- 1982 Love Is in Control (Finger on the Trigger) / Sometimes I Like Butterflies (WEA International Inc., WEA 79 302, NSZK)
- 1982 Love Is in Control (Finger on the Trigger) / Sometimes I Like Butterflies (Warner Bros. Records, K 79302, Anglia)
- 1982 Love Is in Control (Finger on the Trigger) / Sometimes I Like Butterflies (Warner Bros. Records, WB 79 302, Hollandia)
- 1982 State of Independence / Love Is Just a Breath Away (Warner Bros. Records, K 79344, Anglia)
- 1982 State of Independence / Love Is Just a Breath Away (WEA International Inc., WEA 79 344, Anglia)
- 1982 State of Independence (Edit) / Love Is Just a Breath Away (WEA Records B. V., WEA 79.344, Hollandia)
- 1983 The Woman in Me / Livin’ in America (Warner Bros. Records, 25.9983-7, Hollandia)

### 12"
- 1982 Love Is in Control (Finger on the Trigger) (Dance Remix) /  Love Is in Control (Finger on the Trigger) (Instrumental) (WEA International Inc., WEA 79 306, Hollandia)
- 1982 Love Is in Control (Finger on the Trigger) (Dance Remix) /  Love Is in Control (Finger on the Trigger) (Instrumental) (Geffen Records, 0-29938, Egyesült Államok)
- 1982 Love Is in Control (Finger on the Trigger) (Edit) /  Love Is in Control (Finger on the Trigger) (LP Version) (Geffen Records, PRO-A-1041, Egyesült Államok, promóciós lemez)
- 1982 Love Is in Control (Finger on the Trigger) (Extended Remix) /  Love Is in Control (Finger on the Trigger) (Instrumental) (Warner Bros. Records, K79302T, Anglia, korlátozott példányszámban)
- 1982 State of Independence / Protection (Geffen Records, PRO-A-1048, Egyesült Államok, promóciós lemez)
- 1982 State of Independence / State of Independence (Edit) / Love Is Just a Breath Away (WEA International Inc., 79 346, Hollandia)
- 1982 State of Independence (Long Version) / State of Independence (Special Edit) / Love Is Just a Breath Away (WEA International Inc., WEA 79 346)
- 1982 State of Independence / Love Is Just a Breath Away / State of Independence (Edit) (Warner Bros. Records, K 79344 T, Anglia)
- 1982 State of Independence (Long Version) / State of Independence (Edit) / Love Is Just a Breath Away (WEA Records B. V., WEA 79.346, Hollandia)
- 1983 Woman in Me / Livin’ in America / The Wanderer (WEA International Inc., U 9983 CT, Anglia)
- 1989 Breakaway (Remix Full Version) / Breakaway (Remix Edit) / Love Is in Control (Finger on the Trigger) (WEA International Inc., U3308T, Anglia)
- 1990 State of Independence (New Bass Mix) /  State of Independence (N. R. G. Mix) / State of Independence (Original Version) (WEA Musik GmbH, 9031-73051-0, Németország)
- 1990 State of Independence (New Bass Mix) / State of Independence (Original) / State of Independence (No Drum Mix) / State of Independence (N. R. G. Mix) (EastWest, SAM U 2857, Anglia, promóciós lemez)
- 1990 State of Independence / State of Independence (Edit) / Love Is Just a Breath Away (WEA International Inc., U 2857 T, Anglia)
- 1990 State of Independence (New Bass Mix) / State of Independence (No Drum Mix) / State of Independence (N. R. G. Mix) (Warner Bros. Records, U 2857 TX, Anglia)
- 1994 She Works Hard for the Money / Love Is in Control (Finger on the Trigger) (Casablanca Records, PRO 1167-1F, Egyesült Államok, promóciós lemez)
- 1996 State of Independence (DJ Dero Vocal Mix) / State of Independence (Jules & Skins Vocal Mix) / State of Independence (Murk Club Mix) / State of Independence (Murk-A-Dub-Mix)   (Manifesto, FESX 7, Mercury, 852 863-1, Anglia)
- 1996 State of Independence (Vocal Mix, 6:30) / State of Independence (Dub Mix) / State of Independence (Vocal Mix, 8:18) (Manifesto, INDDJ 2, Anglia)
- 1996 State of Independence (Murk Vocal Club Mix) / State of Independence (Murk-A-Dub-Dub) / State of Independence (Cuba-Libre Mix) / State of Independence (Jules & Skins Vocal Mix) / State of Independence (Dub Mix) / State of Independence (DJ Dero Vocal Mix) (Manifesto, INDDJ 1, INDDJ 2, Anglia, dupla promóciós lemez)
- 1996 State of Independence (Jules & Skins Vocal Mix) / State of Independence (Jules & Skins Dub Mix) / State of Independence (Murk Vocal Mix) / State of Independence (Murk-A-Dub-Dub) (Manifesto, INDDJ 1/2, Anglia)

### CD
- 1996 State of Independence (New Radio Millennium Mix) / State of Independence (Creation Mix) / State of Independence (Original Album Version) / State of Independence (DJ Dero Vocal Mix) / State of Independence (Murk Club Mix) / State of Independence (Jules & Skins Vocal Mix) (Manifesto, FESCD 7, 852 863-2, Anglia)

## Az album slágerlistás helyezései
- Anglia: 1982. július. Legmagasabb pozíció: 13. hely
- Egyesült Államok, pop: Legmagasabb pozíció: 20. hely
- Egyesült Államok, R&B: Legmagasabb pozíció: 6. hely
- Japán: Legmagasabb pozíció: 20. hely
- Németország: Legmagasabb pozíció: 37. hely
- Norvégia: 1982. A 29. héttől 14 hétig. Legmagasabb pozíció: 3. hely
- Svédország: 1982. augusztus 3-ától 9 hétig. Legmagasabb pozíció: 2. hely

## Legnépszerűbb slágerek
- Love Is in Control (Finger on the Trigger)

Anglia: 1982. július. Legmagasabb pozíció: 18. hely

Ausztrália: Legmagasabb pozíció: 17. hely

Egyesült Államok: Legmagasabb pozíció: 10. hely

Egyesült Államok, dance: Legmagasabb pozíció: 3. hely

Egyesült Államok, R&B: Legmagasabb pozíció: 4. hely

Hollandia: Legmagasabb pozíció: 6. hely

Írország: Legmagasabb pozíció: 14. hely

Japán: Legmagasabb pozíció: 71. hely

Norvégia: 1982. A 28. héttől 11 hétig. Legmagasabb pozíció: 3. hely

Svájc: 1982. augusztus 8-ától 7 hétig. Legmagasabb pozíció: 5. hely

Svédország: 1982. augusztus 17-étől 2 hétig. Legmagasabb pozíció: 13. hely
- State of Independence

Anglia: 1982. november. Legmagasabb pozíció: 14. hely

Ausztrália: Legmagasabb pozíció: 30. hely

Egyesült Államok: Legmagasabb pozíció: 41. hely

Egyesült Államok, R&B: Legmagasabb pozíció: 31. hely

Hollandia: Legmagasabb pozíció: 1. hely

Írország: Legmagasabb pozíció: 10. hely
- Woman in Me

Anglia: Legmagasabb pozíció: 62. hely

Egyesült Államok: Legmagasabb pozíció: 33. hely

Egyesült Államok, AC: Legmagasabb pozíció: 17. hely

Egyesült Államok, R&B: Legmagasabb pozíció: 30. hely

Hollandia: Legmagasabb pozíció: 7. hely

## Lásd még
- Lady of the Night
- Love to Love You Baby
- A Love Trilogy
- Four Seasons of Love
- I Remember Yesterday
- Once Upon a Time
- Live and More
- Bad Girls
- The Wanderer
- She Works Hard for the Money
- The Dance Collection: A Compilation of Twelve Inch Singles
- Another Place and Time
- The Donna Summer Anthology